# Mezinárodní den tropů
Mezinárodní den tropů, designovaný Valným shromážděním OSN na den 29. června, je připomínkovým dnem OSN. Jeho cílem je oslavit nevšední diverzitu tropických regionů a zároveň upozornit na výzvy, které stojí před národy těchto regionů. Je příležitostí ke sdílení expertízy a k rozvoji spolupráce.
Rozhodnutí slavit tento den padlo v roce 2016, při druhém výročí prvního vydání Zprávy o stavu tropů (angl. the State of the Tropics Report) ze dne 29. června 2014. Zpráva byla výsledkem spolupráce dvanácti předních výzkumných institucí, zabývajících se stavem tropických oblastí.
Den je také připomínkou role tropických regionů při dosahování globálních cílů udržitelného rozvoje a připomínkou specifických výzev, kterým region čelí. K nejpalčivějším výzvám patří ochrana ekosystému, ohroženého probíhajícími klimatickými změnami, deforestací a nadměrnou těžbou dřevin, ale také ochrana lidských společenství v regionu, čelících prudké urbanizaci a demografickým změnám. V tropických oblastech bude totiž do roku 2050 žít většina lidské populace a zejména dětí, ale zároveň budou mít tyto oblasti nejvyšší míru chudoby a podvýživy.